# Ezannos Seekanne
Ezannos Seekanne (Nymphoides ezannoi) ist eine afrikanische Art innerhalb der Familie der Fieberkleegewächse (Menyanthaceae).

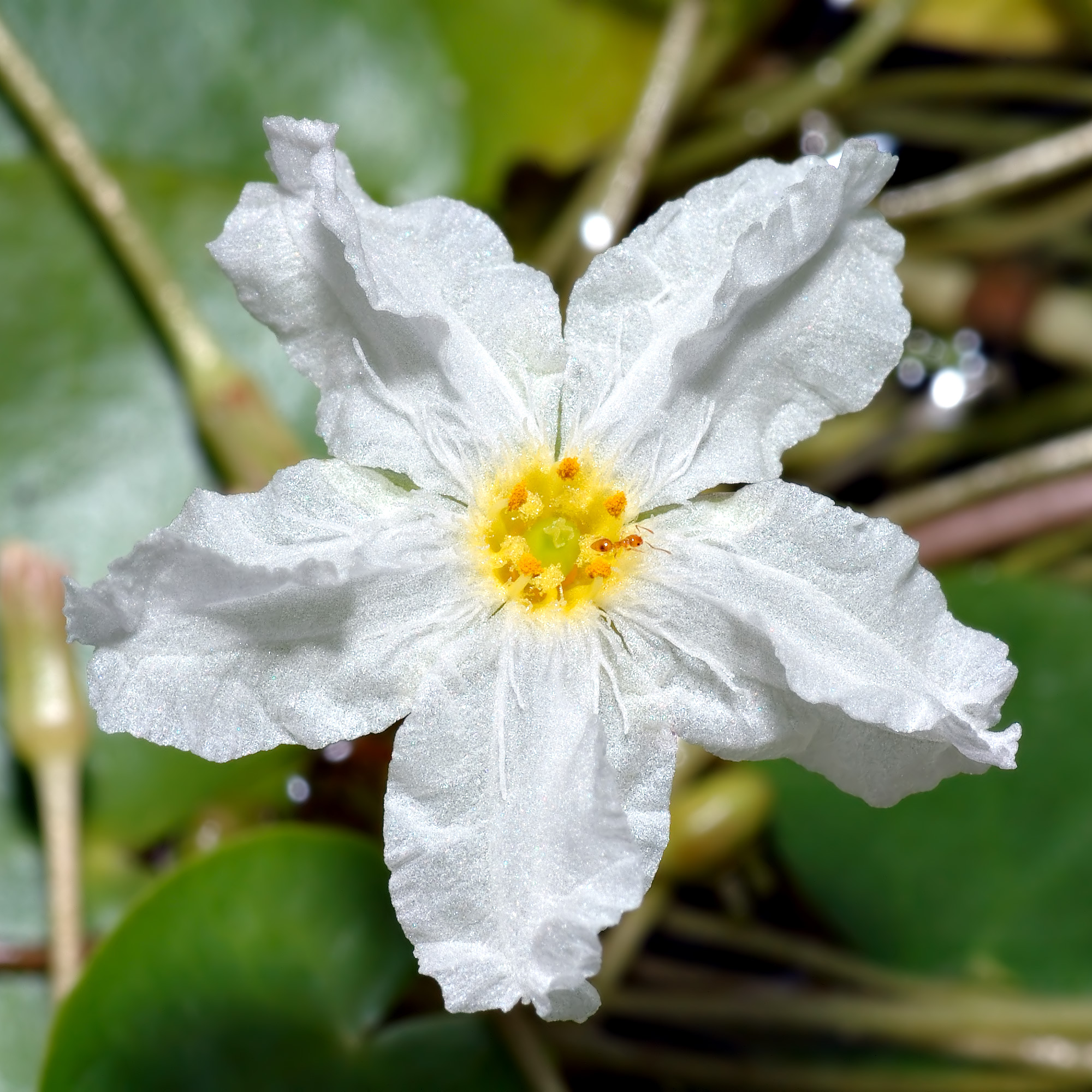
Blüte

## Beschreibung
Ezannos Seekanne ist eine Schwimmblattpflanze. Im Jugendstadium besitzt sie zarte, hellgrüne Unterwasserblätter, welche bei einer ausgewachsenen Pflanze durch Schwimmblätter ersetzt werden, die an langen Trieben stehen.
Die Blätter, welche einen Durchmesser von fünf bis zehn Zentimeter erreichen, sind ei- bis kreisförmig und ganzrandig. Sie haben auf der Oberseite eine olivgrüne und auf der Unterseite eine grüne bis weinrote Farbe. Sie sind an der Basis tief eingeschnitten.
Die einen bis zwei Zentimeter großen, im Gegensatz zu nah verwandten Arten reinweißen Blüten befinden sich über der Wasseroberfläche. Die Kronblätter besitzen einen nur wenig gefransten Rand und sind am Grund zottig behaart. Im Gegensatz zu nah verwandten Arten sind die Kronlappen unbehaart.

## Lebensraum
Ezannos Seekanne kommt in Afrika in Burkina Faso, Mali, Tschad, Sudan, Niger und Senegal vor. Sie benötigt eine Wassertemperatur von 22 bis 30 °C und einen pH-Wert zwischen 6,5 und 7,5. Sie muss am Grund wurzeln können.

## Sonstiges
Diese nach dem Sammler Père Ezanno benannte Art wurde erst 1967 beschrieben und erst ungefähr im Jahr 1988 nach Europa eingeführt. Sie ist leicht in – bevorzugt offenen – Aquarien zu halten, wächst schnell und blüht problemlos.

## Gefährdung und Schutzmaßnahmen
Da für diese Art keinerlei akute Bestandsbedrohungen bekannt sind, wird sie von der IUCN in der Kategorie Least Concern (gering gefährdet) geführt.